# Трофимов, Василий Михайлович
Василий Михайлович Трофимов (1865—1926) — русский военный деятель, учёный-баллист, конструктор артиллерийских систем, генерал-лейтенант русской императорской армии.

## Биография
Родился в семье офицера. После смерти отца воспитывался матерью, семья жила в крайней нужде в деревне Зайцево под Москвой. Грамоте обучился самостоятельно и был принят на казённый счёт в Московский кадетский 4-й корпус, который окончил в 1883 году.
После окончания 1886 году по I разряду Михайловского артиллерийского училища служил в 1-й артиллерийской бригаде.
В 1892 году окончил по I разряду Михайловскую артиллерийскую академию с занесением имени на Почётную мраморную доску академии.
В 1892—1917 годах служил на Главном артиллерийском полигоне. В 1910—1917 годах — начальник Главного артиллерийского полигона.
За выдающиеся заслуги в области теории стрельбы, научно-экспериментальных исследований и испытаний артиллерийского вооружения был награждён в 1895 году Малой Михайловской и в 1903 году Большой Михайловской премиями.
С 1918 года в РККА, назначен председателем Комиссии особых артиллерийских опытов (КОСАРТОП) при Народном комиссариате по военным делам РСФСР, в состав которой вошли ведущие специалисты-баллисты и конструкторы артиллерийского вооружения Советской России.
Покончил с собой 20 февраля 1926 года. Похоронен на Пороховском кладбище Ленинграда.

## Научно-исследовательские труды
- О теоретическом определении вероятных отклонений отдельных траекторий от средней. — 1895.
- О зависимости горения дистанционных трубок от условий стрельбы. — 1899.
- Действие шрапнели. — Т. I и II). — 1903.
- Стрельба шрапнелью через закрытие. — 1910.
- О вычислении траекторий сверхдальней стрельбы. — 1919.
- Баллистический расчёт снарядов. — 1919.
- Баллистическая сторона стрельбы по высоколетающим целям. — 1919.
- Опыты по определению сопротивления воздуха. — 1920.
- Применение аэрологии к баллистике. — 1920.
- Теория прямого выстрела. — 1920.
- Механика порохового газа. — 1920.
- Наше баллистическое решение задачи о дальнострельном орудии. — 1921.
- Горение прогрессивного пороха. — 1921.
- О сущности проектов дивизионной пушки. — 1922.
- Современные принципы устройства полевого орудия. — 1922.
- Основы технической баллистики. — 1922.
- Современные основы гидродинамической пушки. — 1923.
- О радиальном колебании полого цилиндра. — 1923.
- О волнообразном сгорании пороха. — 1923.
- Определение пороховых характеристик пороха. — 1923.
- Теория отдельной каморы сгорания. — 1923.
- О производительности стрельбы. — 1924.
- Постановка и исследование задачи о выборе баллистических элементов. — 1924.
- Баллистический расчёт газодинамического миномёта. — 1924.